# Mahmoud Marei
Mahmoud Marei (in arabo محمود مرعى‎?; fl. XX secolo) è stato un calciatore egiziano, di ruolo portiere.

## Carriera

### Nazionale
Con la nazionale egiziana partecipò sia ai Giochi olimpici di Anversa che a quelli di Parigi, tuttavia in nessuna delle due occasioni scese in campo.